# Julian Bennett
Julian Bennett, född 12 december 1984, är en engelsk före detta fotbollsspelare som spelade som försvarare. 
Han var ungdomsspelare i Nottingham Forest innan han gick till Walsall. Han spelade även i Crystal Palace och Sheffield Wednesday.